# هوغو سيلفا (لاعب كرة قدم)
هوغو سيلفا (بالإسبانية: Hugo Orlando Silva)‏ (3 يونيو 1988 في الأرجنتين - ) هو لاعب كرة قدم أرجنتيني في مركز الوسط.

## وصلات خارجية
- هوغو سيلفا على موقع قاعدة بيانات كرة القدم.إي يو (الإنجليزية)
- هوغو سيلفا على موقع Soccerway.com (الإنجليزية)